# 北九州市立枝光台中学校
北九州市立枝光台中学校（きたきゅうしゅうしりつ えだみつだいちゅうがっこう）は、福岡県北九州市八幡東区枝光五丁目に所在する公立中学校。
2001年（平成13年）4月に枝光中学校と枝光北中学校が統合して開校した。

## 沿革
- 1999年10月15日 - 学校統合計画発表
- 2000年
  - 1月26日 - 開校準備委員会発足
  - 7月 - 校名を「枝光台中学校」とすることを答申
  - 10月11日 - 校章決定、校歌決定
- 2001年
  - 3月16日 - 枝光中学校、枝光北中学校卒業式
  - 3月25日 - 枝光中学校、枝光北中学校閉校式
  - 4月5日 - 北九州市立枝光台中学校開校式
  - 4月11日 - 第1回入学式

## 教育目標

### 校訓
- 邂逅
  - 『人・もの・こと』との出会いの喜び
- 自律
  - 生徒自身が自らを律し、育っていく喜び
- 創造
  - 新たなものを生み出し、つくり上げていく喜び

### 教育目標
- 「心豊かで、自らの力で未来を創造する力を持った生徒の育成」
- 「時を守り、場を清め、礼を正す生徒の育成」

## 特徴
- 体育大会は中学校でも珍しく組で構成されているのではなくブロック（赤・黄・青）でチーム構成されている。
- 他にも車椅子と交換するためのプルタブ回収、アルミ缶回収、ペットボトルキャップ回収などの活動も実施している。
- 屋上にプールがある。
- グラウンドには200人分程のスタンドがある。
- 2007年には冷水機が設置された。（2011年、新たに冷水機が設置された。）
- 2009年修学旅行は新型インフルエンザの影響により6月から10月へ延期された。

## 学校行事
- 入学式
- クラスマッチ
- 修学旅行（2年生）
- 生徒総会
- ふれあい合宿（1年生）
- 職場体験学習（1年生）
- 文化発表会
- スキー教室：平成20年度に廃止

## 部活動
- 剣道
- 陸上
- 美術
- バレーボール（女子）
- 音楽
- バスケットボール
- 図書
- 野球

## 登録部
- 柔道部
- 水泳部
- 空手部

## 生徒会
- 生徒委員会
- 美化委員会
- 学習委員会
- 文図委員会
- 生活体育委員会
- 保健食育委員会